# SS Baltic (1871)
SS Baltic byl zaoceánský parník společnosti White Star Line. Byl jednou z prvních čtyř lodí (3. v pořadí) této společnosti poté, co ji koupil Thomas Ismay.
Roku 1889 byl spuštěn na vodu modernější Teutonic, který jej u společnosti nahradil. Baltic byl prodán společnosti Holland America Line a přejmenován na Veendam po nizozemském městě stejného jména. Veendam se roku 1898 srazil s opuštěnou lodí a potopil se. Všichni lidé na palubě byli zachráněni.